# Hanging in the Balance
Hanging in the Balance (с англ. — «Висящий на волоске») — пятый студийный альбом американской метал-группы Metal Church, выпущенный 7 октября 1993 года. Это был последний альбом Metal Church перед их двухлетним перерывом с 1996 по 1998 год, и последний альбом с участием вокалиста Майка Хоу, который вернётся в группу только спустя более двух десятилетий в 2015 году. Это также их последний студийный альбом с давним гитаристом Крейгом Уэллсом и барабанщиком Кирком Аррингтоном (до его возвращения на альбоме 2004 года The Weight of the World).

## Список композиций
| №                   | Название                | Автор(ы)                             | Длительность |
| ------------------- | ----------------------- | ------------------------------------ | ------------ |
| 1.                  | «Gods of Second Chance» | Майк Хоу, Курдт Вандерхуф, Пол О’Нил | 5:23         |
| 2.                  | «Losers in the Game»    | Хоу, Вандерхуф                       | 5:08         |
| 3.                  | «Hypnotized»            | Хоу, Джон Маршалл, Вандерхуф         | 4:43         |
| 4.                  | «No Friend of Mine»     | Хоу, Вандерхуф                       | 3:58         |
| 5.                  | «Waiting for a Savior»  | Хоу, Вандерхуф, О’Нил                | 5:48         |
| 6.                  | «Conductor»             | Крейг Уэллс, Вандерхуф               | 4:10         |
| 7.                  | «Little Boy»            | Маршалл, Вандерхуф                   | 8:14         |
| 8.                  | «Down to the River»     | Хоу, Вандерхуф                       | 5:01         |
| 9.                  | «End of the Age»        | Хоу, Вандерхуф                       | 7:17         |
| 10.                 | «Lovers and Madmen»     | Маршалл                              | 2:51         |
| 11.                 | «A Subtle War»          | Маршалл, Вандерхуф                   | 4:12         |
| Общая длительность: | Общая длительность:     | Общая длительность:                  | 56:45        |

| №   | Название           | Автор(ы)  | Длительность |
| --- | ------------------ | --------- | ------------ |
| 12. | «Low to Overdrive» | Вандерхуф | 4:27         |

| №   | Название                                 | Автор(ы)                     | Длительность |
| --- | ---------------------------------------- | ---------------------------- | ------------ |
| 12. | «Start the Fire» (концертная запись)     | Дэвид Уэйн, Уэллс, Вандерхуф | 4:17         |
| 13. | «Fake Healer» (концертная запись)        | Маршалл, Вандерхуф           | 5:27         |
| 14. | «Losers in the Game» (концертная запись) | Хоу, Вандерхуф               | 5:05         |

## Участники записи
Metal Church
- Майк Хоу — вокал
- Крейг Уэллс — соло-гитара
- Джон Маршалл — ритм-гитара
- Дюк Эриксон — бас-гитара
- Кирк Аррингтон — ударные

Приглашённые музыканты
- Курдт Вандерхуф — дополнительные гитары
- Джерри Кантрелл — гитарное соло в «Gods of Second Chance» [5]
- Рэнди Хансен — соло-гитара в «Conductor»
- Джоан Джетт, Эллисон Вулф, Кэтлин Ханна — бэк-вокал на «Little Boy»

Технический персонал
- Том Панунцио — продюсирование, звукорежиссура, сведение
- Кенни Лагуна — продюсирование
- Пол О’Нил — продюсирование треков 1, 5, 6, 10, музыкальный руководитель, аранжировки вместе с Курдтом Вандерхуфом и Metal Church
- Грег Калби — мастеринг